# توم بروفي
توم بروفي (بالإنجليزية: Tom Brophy)‏ هو لاعب اتحاد الرغبي بريطاني، ولد في 8 يوليو 1942 في ليفربول في المملكة المتحدة.